# Kochiomyia stackelbergi
Kochiomyia stackelbergi är en tvåvingeart som först beskrevs av Boris Mamaev 1972.  Kochiomyia stackelbergi ingår i släktet Kochiomyia och familjen gallmyggor.
Artens utbredningsområde är Turkmenistan. Inga underarter finns listade i Catalogue of Life.